# Trichoplusia anargyra
Trichoplusia anargyra är en fjärilsart som beskrevs av Achille Guenée 1852. Trichoplusia anargyra ingår i släktet Trichoplusia och familjen nattflyn. Inga underarter finns listade i Catalogue of Life.